# Thomas L. Carroll
Thomas L. Carroll  ist ein US-amerikanischer Physiker.
Carroll studierte am Carleton College in Northfield mit dem Bachelor-Abschluss 1981 und wurde 1987 an der University of Illinois at Urbana-Champaign in Physik promoviert. In seiner Dissertation befasste er sich mit der Wirkung von hohem Druck auf Metall-Metall-Bindungen in molekularen Kristallen mit Hilfe optischer Spektroskopie. Ab 1987 war er am Naval Research Laboratory (NRL) als Post-Doktorand bei Louis M. Pecora. Bei der Untersuchung ferromagnetischer Resonanz in Yttrium-Eisen-Granat-Kugeln gelang ihm eine der ersten experimentellen Beobachtungen von chaotischen Transienten. Die Zeitskala der Transienten war viel länger (Stunden) als die typischen dynamischen Zeitskalen bei Ferromagneten von Mikrosekunden. Er konnte dabei auch eine Theorie bestätigen, die die Transientenzeitdauer mit Bifurkationsparametern (hier der magnetischen Feldstärke) in Verbindung setzt. Er ist Forschungsphysiker am NRL im Center for Computational Materials Science.
Mit Louis M. Pecora demonstrierte er 1990 erstmals experimentell die Kontrolle chaotischer Systeme über Synchronisation von Chaos, ein Phänomen, das sie entdeckten. Die Entdeckung galt als Durchbruch, der zahlreiche weitere Forschung anstieß. Er fand auch weitere Synchronisationsmethoden, führte mit Pecora eine Master-Stabilitätsfunktion für die Synchronisation ein, untersuchte Synchronisation in beliebig strukturierten Netzwerken und gegen Rauschen unempfindliche Synchronisationsmethoden, möglicherweise mit Anwendung auf die Kommunikation von Neuronen im Gehirn. Mit Pecora und James F. Heagy wies er Einzugsbereiche chaotischer Systeme mit komplexer Struktur (riddled basins of attraction) nach. Er wandte die Methoden auch in der Signalanalyse zum Beispiel von Radio und Radar an, mit Anwendung in elektronischer Kriegführung.
Von ihm stammen über 150 Publikationen und 10 Patente.
2017 wurde er Fellow der American Physical Society. Die Auszeichnung erfolgte für Forschung in nichtlinearer Dynamik einschließlich der Entdeckung von transientem Chaos in magnetischen Spinwellenmaterialien, Synchronisation chaotischer Systeme, Anwendung von Chaos in Kommunikation und Radar und Anwendung von Phasenraumtechniken in der Signalanalyse (Laudatio).
2020 gehörte er mit Louis Pecora zu den Clarivate Citation Laureates für Forschung in nichtlinearer Dynamik einschließlich Synchronisierung chaotischer Systeme (Laudatio). Seine Arbeit mit Louis Pecora zu diesem Thema von 1990 wurde über 13.000 Mal zitiert. Sie ist in der Liste der meistzitierten Artikel in Physical Review Letters 2017 an elfter Stelle.

## Schriften (Auswahl)
- mit L. Pecora: Synchronization in Chaotic Systems, Phys. Rev. Lett., Band 64, 1990, S. 821–824
- mit L. M: Pecora: Synchronizing chaotic circuits, IEEE Transactions on Circuits and Systems, Band 38, 1991, S. 453–456
- mit L. Pecora: Driving systems with chaotic signals, Phys. Rev. A, Band 44, 1991, S. 2374
- mit L. M. Pecora: Cascading synchronized chaotic systems, Physica D, Band 67, 1993, S. 126–140
- mit J. F. Heagy, L. Pecora: Synchronous chaos in coupled oscillator systems, Phys. Rev. E, Band 50, 1994, S. 1874
- James F. Heagy, Thomas L. Carroll, Louis M. Pecora, Experimental and Numerical Evidence for Riddled Basins in Coupled Chaotic Systems, Phys. Rev. Lett., Band 73, 1994, S. 3528
- mit J. F. Heagy, L. M. Pecora: Short wavelength bifurcations and size instabilities in coupled oscillator systems, Phys. Rev. Lett., Band 74, 1995, S. 4185
- mit J. F. Heagy, L. M. Pecora: Desynchronization by periodic orbits, Phys. Rev. E, Band 52, 1995, R 1253
- mit L. Pecora: Synchronizing chaotic circuits, in: Carroll, Pecora (Hrsg.), Nonlinear Dynamics in Circuits, World Scientific 1995, S. 215–248
- mit J. F. Heagy, L. M. Pecora: Statistics for mathematical properties of maps between time series embeddings, Phys. Rev. E, Band 52, 1995, S. 3420
- mit J. F. Heagy, L. M. Pecora: Transforming signals with chaotic synchronization, Phys. Rev. E, Band 54, 1996, S. 4676
- mit L. Pecora, G. A. Johnson, D. J. Mar, J. F. Heagy: Fundamentals of synchronization in chaotic systems, concepts, and applications, in: Chaos: An Interdisciplinary Journal of Nonlinear Science, Band 7, 1997, S., 520–543
- mit L. Pecora: Master stability functions for synchronized coupled systems, Phys. Rev. Lett., Band 80, 1998, S. 2109
- mit L. Pecora, J. Moniz, J. Nichols: A unified approach to attractor reconstruction, in: Chaos: An Interdisciplinary Journal of Nonlinear Science, Band 17, 2007, S. 013110
- mit L. M. Pecora: Synchronization of chaotic systems, in: Chaos: An Interdisciplinary Journal of Nonlinear Science, Band 25, 2015, S. 097611